# Ryan Roth
Ryan Roth (* 10. Januar 1983) ist ein kanadischer Radrennfahrer.

## Sportliche Laufbahn
Ryan Roth wurde im Jahr 2000 kanadischer Cyclocrossmeister in der Juniorenklasse. 2005 wurde er kanadischer U23-Meister im Straßenrennen. 2010 entschied er eine Etappe der Vuelta a Cuba für sich und gewann 2011 den Univest Grand Prix. 2012 wurde er kanadischer Meister im Straßenrennen und gewann das französische Eintagesrennen Tro-Bro Léon.
2015 wurde Roth kanadischer Meister auf der Bahn in der Mannschaftsverfolgung, mit Ed Veal, Sean MacKinnon und Aidan Caves. Im Jahr darauf errang er den nationalen Titel im Einzelzeitfahren und gewann das Winston-Salem Cycling Classic sowie den Grand Prix Cycliste de Saguenay (U23) und das White Spot / Delta Road Race. 2016 wurde er Kanadischer Meister im Einzelzeitfahren.
Für die Saison 2019 kündigte er einen Wechsel ins neu gegründete X-Speed United Team an.

## Erfolge

### Straße
2005
- Kanadischer Meister – Straßenrennen (U23)

2010
- eine Etappe Vuelta a Cuba

2011
- Univest Grand Prix

2012
- Tro Bro Leon
- Kanadischer Meister – Straßenrennen

2016
- Winston-Salem Cycling Classic
- Gesamtwertung Grand Prix Cycliste de Saguenay (U23)
- White Spot / Delta Road Race
- Kanadischer Meister – Einzelzeitfahren

2019
- eine Etappe und Punktewertung Tour de Iskandar Johor

### Bahn
2015
- Kanadischer Meister – Mannschaftsverfolgung (mit Ed Veal, Sean MacKinnon und Aidan Caves)

## Erfolge – Cyclocross
2000/2001
- Kanadischer Meister (Junioren)

## Teams
- 2002 Sympatico-Jet Fuel Coffee
- 2003 Jet Fuel Coffee
- 2004 Jet Fuel Coffee
- 2007 Kelly Benefit Strategies-Medifast
- 2008 Team R.A.C.E. Pro
- 2009 Planet Energy
- 2010 SpiderTech-Planet Energy
- 2011 Team SpiderTech-C10
- 2012 SpiderTech-C10
- 2013 Champion System
- 2014 Jet Fuel Coffee-Norco Bicycles (bis 25. Mai)
- 2014 Silber Pro Cycling Team (ab 26. Mai)
- 2015 Silber Pro Cycling Team
- 2016 Silber Pro Cycling Team
- 2017 Silber Pro Cycling Team
- 2018 Silber Pro Cycling Team
- 2019 X-Speed United Team